# Chiesa di Santo Stefano (Bizzozero)
La chiesa di Santo Stefano è un edificio religioso, risalente al VII-VIII secolo e successivamente modificato, che si trova a Bizzozero, frazione di Varese. È monumento nazionale.

## Storia

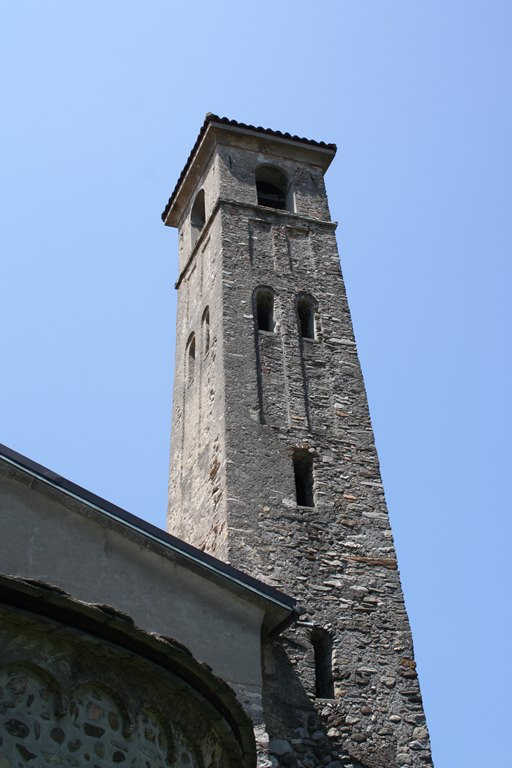
Il campanile della chiesetta risale al X secolo, solo la parte superiore è stata modificata nel XV secolo con l'aggiunta di una cella "rinascimentale"

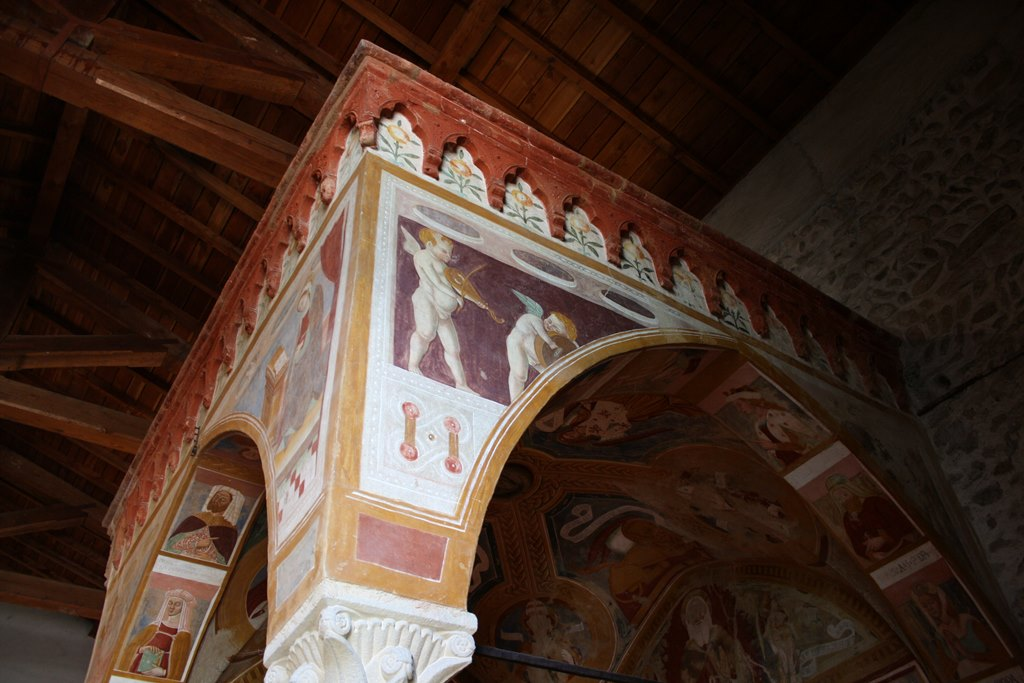
Il ciborio in Santo Stefano

Non è nota la data esatta della sua fondazione, ma sicuramente la dedicazione a Santo Stefano Protomartire è indice di antichità. Sono state trovate fondamenta di due edifici precedenti, uno precedente al VII secolo e uno risalente al VII-VIII secolo. Sono state rinvenute anche delle tombe romane. Il campanile risale al IX secolo. L'attuale chiesa nacque come oratorio prima del 1347, quando l'arcivescovo di Milano Giovanni Visconti le concesse una cappellania. Nel 1490 ottenne l'indipendenza dalla pieve di Varese. La campana fu realizzata nel 1741. La chiesa è caratterizzata dalla presenza di un ciborio dedicato alla Vergine Maria dove figura una tardo-trecentesca Madonna del Latte.
Le pareti interne si presentano in parti nude, con la presenza di conci in pietra disposti "a spina di pesce" (opus spicatum), ed in parte affrescate. Gli affreschi risalgono ad epoche diverse: i più antichi sono in stile romanico mentre altri risalgono per lo più al XIV, XV e XVI secolo. Gli unici affreschi cui è stata data una paternità certa sono presenti nel ciborio e sono firmati da Galdino da Varese (1498). Gli affreschi dell'abside recano la data 1536 e sono stati accostati, per fattura ed impianto, a quelli presenti nell'abside della chiesa di San Pietro a Gemonio.
Sulle pareti della navata, nel ciborio e nel catino absidale sono state riconosciute le rappresentazioni dei quattro Santi Padri della Chiesa, delle Sibille e dei Profeti, di Santo Stefano, di Cristo in Gloria, delle Madonne in Trono a destinazione votiva.
L'edificio è stato restaurato negli anni settanta sotto la direzione di Bruno Ravasi.